# City of Glasgow
Die  City of Glasgow war ein Schiff, welches 1854 spurlos im Nordatlantik verschwand.

## Daten zum Schiff
Die City of Glasgow, ein Schiff der Inman Line, erbaut von der Glasgower Werft Tod and MacGregor, lief 1850 vom Stapel. Ihr Propeller wurde von zwei Dampfmaschinen angetrieben. Die Spitzengeschwindigkeit betrug 12 Knoten.

## Geschichte
Ihre moderne Konstruktion hatte sich bereits länger als vier Jahre auf der Nordatlantik-Route bewährt, als sie Liverpool am 1. März 1854 mit Kurs auf Philadelphia verließ.
111 Passagiere Erster Klasse sowie 293 Passagiere in der Dritten Klasse und dem Zwischendeck wurden von 77 Mannschaftsmitgliedern und der Crew betreut, die sich wie folgt zusammensetzte:
- Kapitän Kenneth Morrison
- 4 Offiziere
- 1 Arzt
- 1 Proviantmeister
- 4 Maschinisten
- 6 Feuerwehrleute
- 5 Heizer
- 10 Stewards
- 9 Kellner
- 1 Stewardess
- 4 Quartiermeister
- 30 Vollmatrosen

Insgesamt befanden sich also 481 Personen an Bord der City of Glasgow.
Im Durchschnitt dauerte eine Atlantiküberquerung unter günstigen Bedingungen damals etwa 12 Tage. Ob eine Reise sicher verlaufen war, erfuhr man frühestens, wenn das betreffende Schiff in seinen Starthafen – im Fall der City of Glasgow Liverpool – zurückkam. Erst 12 Jahre später, 1866, wurden die ersten funktionstüchtigen Telegraphenkabel verlegt.
Als bekannt wurde, dass die City of Glasgow am 9. April noch immer nicht in Philadelphia eingetroffen war, machte sich Angst breit. Die Eigentümer teilten der Times daraufhin mit, dass sie vermuteten, das Schiff würde im Eis vor Neufundland festsitzen. Diese Vermutung stützte sich auf die Aussage von Passagieren der City of Manchester, dem Schwesterschiff der City of Glasgow, die bereits am 17. März in Liverpool eintraf. Diese hatten ungewöhnlich große Eisberge gesichtet, die in jenem Jahr weiter als sonst nach Süden vorgedrungen waren.
Von der City of Glasgow hörte man bis heute nie wieder etwas. Es wurde nicht einmal nach ihr gesucht. Lediglich am 12. Mai 1854 wurde Lloyd’s im Glasgow Herald zitiert, dass man „vom Schlimmsten“ auszugehen habe.